# Goryphus albomaculatus
Goryphus albomaculatus là một loài tò vò trong họ Ichneumonidae.